# Edward Arber
Edward Arber, född den 4 december 1836, död den 23 november 1912, var en engelsk litteraturhistoriker.
Arber, som var examinator vid universiteten i London och Manchester samt professor i engelska språket och litteraturen vid universitetet i Birmingham, inlade mycken förtjänst genom prisbilliga samlingseditioner av äldre, annars svåråtkomliga engelska litteraturalster, som han försett med fullständig litteraturhistorisk apparat. 
Sålunda innehåller Arber's reprints och The english scholars' library noggranna avtryck av skrifter från 1400-, 1500- och 1600-talen samt English garner (8 band 1880-1883, omordnad upplaga i 12 band) en mängd av 1500- och 1600-talens märkligaste litteraturskatter.